# Понте Крисполти (Ријети)
Понте Крисполти је насеље у Италији у округу Ријети, региону Лацио.
Према процени из 2011. у насељу је живело 23 становника. Насеље се налази на надморској висини од 379 м.